# Ernst Feder
Ernst Feder (* 18. März 1881 in Berlin; † 29. März 1964 in Berlin) war ein deutscher Schriftsteller und Journalist.

## In der Weimarer Republik
Feder gehörte in der Weimarer Republik zu einem Kreis linksbürgerlicher Journalisten und war zwischen 1919 und 1931 Ressortleiter für Innenpolitik beim Berliner Tageblatt („Spectator“). Er war auch Mitglied der Deutschen Demokratischen Partei (DDP), einer jener demokratischen Parteien, die durch die politischen Radikalisierung spätestens ab 1930 in der Bedeutungslosigkeit versunken sind.

## Exil in Frankreich
Als eine Verhaftung Feders drohte, floh er über die Schweiz nach Paris, das unmittelbar nach der Machtergreifung der Nationalsozialisten zum Zentrum der linksbürgerlichen Publizistik und Exilpolitik wurde. Feder nahm maßgebend an der Schaffung der wohl bekanntesten Exilzeitung, des Pariser Tageblattes teil.
Als die deutschen Truppen in Frankreich einmarschierten, versuchte Feder, der jüdischer Herkunft war, ein Visum für die Vereinigten Staaten zu bekommen. Als der Antrag unter Hinweis auf die enorme Zahl deutscher Journalisten in den USA abgelehnt wurde, kontaktierte Feder den Vertreter des Emergency Rescue Committee in Marseille, Varian Fry, der ihn wiederum in Verbindung mit der brasilianischen Botschaft in Vichy setzte. Trotz des Verbotes der Einwanderung von Juden leitete Botschafter Souza Dantas Feders Visumsantrag nach Brasilien weiter. In einem Brief vom 7. Februar 1941 informierte ihn die Botschaft, er und seine Frau würden dauerhafte Visa für Brasilien erhalten. Außerdem gab ihm der Botschafter ein Empfehlungsschreiben für die Zeitung A Noite in Rio de Janeiro.

## Exil in Brasilien
Feder kam im Juli 1941 in Brasilien an und wurde bald zu einem bekannten Journalisten. Nach seiner Frau, Erna Feder, erlernte er innerhalb eines Jahres die portugiesische Sprache. Die Zeitung Diário de Notícias veröffentlichte eine tägliche Kolumne von ihm, wiederum unter dem Pseudonym Spectator. Ende der 1940er Jahre gab Feder seinen Beruf als Journalist auf und nahm eine leitende Stellung bei der brasilianischen Vertretung der jüdischen US-Hilfsorganisation Joint Distribution Committee an.
In Rio de Janeiro bzw. in Petrópolis zählte Feder zum intimen Kreis von Stefan Zweig. Er und seine Frau waren die letzten, die die Zweigs lebend gesehen haben. In seinem Buch Diálogos dos grandes do mundo. Estudos históricos e literários, das in Rio de Janeiro und in Esslingen unter dem deutschen Titel Begegnungen. Die Grossen der Welt im Zwiegespräch erschienen ist, erzählt Feder im Stile von Zweig von Begegnungen, die in entscheidender Weise das Schicksal wichtiger Menschen oder Länder beeinflusst haben. Er widmete sich auch in verschiedenen Essays der Figur Goethes, die für viele Exilierte in Brasilien als Symbolfigur des intellektuellen Widerstands fungierte.

## Rückkehr nach Deutschland
1957 kehrte Feder nach Berlin zurück. Als er im Jahr 1964 starb, war er praktisch in Vergessenheit geraten.

## Ehrungen
- 1953: Verdienstkreuz (Steckkreuz) der Bundesrepublik Deutschland

## Werke
- Paul Nathan. Ein Lebensbild. Deutsche Verlagsgesellschaft für Politik und Geschichte, Berlin 1929
  - Neufassung: Paul Nathan. Politiker und Philanthrop. in Robert Weltsch Hg.: Deutsches Judentum, Aufstieg und Krise. Gestalten, Ideen, Werke. Vierzehn Monographien. Veröffentlichung des Leo Baeck Instituts. Deutsche Verlagsanstalt, Stuttgart 1963, S. 120–144
- Begegnungen. Die Grossen der Welt im Zwiegespräch. Bechtle, Esslingen 1950
- Bismarcks großes Spiel. Die geheimen Tagebücher Ludwig Bambergers. Societäts-Verlag, Frankfurt 1932
- „Heute sprach ich mit ...“. Tagebücher eines Berliner Publizisten 1926–1932. Deutsche Verlagsanstalt, Stuttgart 1971
- Erinnerungen an Roquette Pinto. Löw, Ijuí 1956